# نملاوية شلشترية
نملاوية شلشترية (الاسم العلمي:Myrmecodia schlechteri) هي نوع من النباتات يتبع جنس النملاوية من الفصيلة الفوية.